# Jüdischer Friedhof (Muschenheim)
Der jüdische Friedhof Muschenheim  in Muschenheim, einem Stadtteil von Lich im mittelhessischen Landkreis Gießen in Hessen, besteht aus zwei voneinander getrennten Flurstücken, dem alten und dem neuen Friedhof. Der alte jüdische Friedhof ist südlich der Ortslage oberhalb der Landesstraße 3131 nach Trais in einer Wiese gelegen. Ganz in der Nähe befindet sich der neue jüdische Friedhof, der ebenfalls südlich der Ortslage unmittelbar zwischen der Landstraße 3131 nach Trais und der Wetter gelegen ist. 

## Beschreibung
Der alte jüdische Friedhof Muschenheim ist seit dem Jahr 1706 belegt und diente den jüdischen Gemeinden aus Langsdorf, Birklar und Muschenheim als Begräbnisstätte. Er dürfte bei der Anlage des neuen jüdischen Friedhofs voll belegt gewesen sein, wobei sich heute auf dem Areal nur acht Grabsteine in unregelmäßiger Verteilung befinden. Über den Verbleib weiterer Grabsteine aus der Belegungszeit von 1706 bis 1918 ist nichts bekannt.
Für den neuen jüdischen Friedhof Muschenheim ist eine Belegung seit dem Jahr 1883 nachweisbar und er diente wie der alte Friedhof mehreren jüdischen Gemeinden als Begräbnisstätte. Aus der Belegungszeit von 1883 bis 1925 sind auf diesem Areal dreizehn Grabsteine erhalten geblieben.
Die Fläche des alten Friedhofs besteht aus einem rechteckigen Flurstück mit einem großen Baum, begleitet von einer Streuobstwiese auf dem südlich angrenzenden Flurstück und ist mit einem umlaufenden Staketenzaun aus Holz abgegrenzt. Der Zugang zum alten Friedhof ist durch ein Tor aus Holz im nördlichen Bereich möglich.
Der neue Friedhof besteht aus einer schmalen trapezförmigen Fläche die mit einer großen Stieleiche bewachsen ist und mit einem umlaufenden Staketenzaun aus Holz abgegrenzt wird. Der Zugang von der Straße ist über ein Tor aus Holz und große Stufen aus Sandstein auf das tiefer gelegene Gelände entlang der östlich in Richtung Münzenberg vorbeifließenden Wetter möglich.
Die beiden Friedhofsflächen umfassen für den alten Friedhof 3,86 Ar, respektive für den neuen Friedhof 2,82 Ar und sind jeweils einzeln im Denkmalverzeichnis des Landesamts für Denkmalpflege Hessen als Kulturdenkmal aus geschichtlichen Gründen eingetragen.